# Liste der Nummer-eins-Hits in den britischen Charts (1968)
Dies ist eine Liste der Nummer-eins-Hits in den britischen Charts im Jahr 1968. Sie basiert auf den Official Singles Chart Top 50 und den Albums Chart Top 40, die vom Chart Information Network ermittelt wurden. Es gab in diesem Jahr 23 Nummer-eins-Singles und 14 Nummer-eins-Alben.

## Singles
| ← 1967 ← | Liste der Nummer-eins-Hits in den britischen Charts | Liste der Nummer-eins-Hits in den britischen Charts | Liste der Nummer-eins-Hits in den britischen Charts                                                      | 1969 →                    |
| \| Zeitraum \| Wo. ges. \| Interpret \| Titel Autor(en) \| Zusätzliche Informationen \| \| (Zeitraum, Wochen auf Platz eins, Interpret, Titel, Autor[en], zusätzliche Informationen) \| \| \| \| \| \| ----------------------------------------------------------------------------------------- \| -------- \| ---------------------------------- \| -------------------------------------------------------------------------------------------------------- \| ------------------------- \| \| 30. November 1967 – 17. Januar 1968 7 Wochen \| 7 \| The Beatles \| Hello, Goodbye John Winston Lennon, Paul James McCartney \| – \| \| 18. Januar 1968 – 24. Januar 1968 1 Woche \| 1 \| Georgie Fame \| The Ballad of Bonnie and Clyde Musik: Mitch Murray; Text: Peter Callander \| – \| \| 25. Januar 1968 – 7. Februar 1968 2 Wochen \| 2 \| The Love Affair \| Everlasting Love James E. Buzz Cason, Mack Gayden \| – \| \| 8. Februar 1968 – 21. Februar 1968 2 Wochen \| 2 \| Manfred Mann \| Mighty Quinn (Quinn the Eskimo) Bob Dylan \| – \| \| 22. Februar 1968 – 13. März 1968 3 Wochen \| 3 \| Esther & Abi Ofarim \| Cinderella Rockefella Nancy Ames, Mason Douglas Williams \| – \| \| 14. März 1968 – 20. März 1968 1 Woche \| 1 \| Dave Dee, Dozy, Beaky, Mick & Tich \| The Legend of Xanadu Alan Tudor Blaikley, Kenneth Charles Howard \| – \| \| 21. März 1968 – 3. April 1968 2 Wochen \| 2 \| The Beatles \| Lady Madonna John Winston Lennon, Paul James McCartney \| – \| \| 4. April 1968 – 17. April 1968 2 Wochen \| 2 \| Cliff Richard \| Congratulations Phil Coulter, Bill Martin \| – \| \| 18. April 1968 – 15. Mai 1968 4 Wochen \| 4 \| Louis Armstrong \| What a Wonderful World / Cabaret George Douglas, George David Weiss / Musik: John Kander; Text: Fred Ebb \| – \| \| 16. Mai 1968 – 12. Juni 1968 4 Wochen \| 4 \| Gary Puckett & the Union Gap \| Young Girl Jerry Fuller \| – \| \| 13. Juni 1968 – 26. Juni 1968 2 Wochen \| 2 \| The Rolling Stones \| Jumpin’ Jack Flash Mick Jagger, Keith Richards \| – \| \| 27. Juni 1968 – 17. Juli 1968 3 Wochen \| 3 \| The Equals \| Baby Come Back Edmund Grant \| – \| \| 18. Juli 1968 – 24. Juli 1968 1 Woche \| 1 \| Des O’Connor \| I Pretend John Barry Mason, Leslie David Reed \| – \| \| 25. Juli 1968 – 7. August 1968 2 Wochen (insgesamt 3) \| 3 \| Tommy James & the Shondells \| Mony Mony Bobby Bloom, Ritchie Cordell, Bo Gentry, Thomas Conaway James \| – \| \| 8. August 1968 – 14. August 1968 1 Woche \| 1 \| The Crazy World of Arthur Brown \| Fire Arthur Wilton Brown, Vincent Crane, Peter Ker, Michael Ivor Finesilver \| – \| \| 15. August 1968 – 21. August 1968 1 Woche (insgesamt 3) \| 3 \| Tommy James & the Shondells \| Mony, Mony Bobby Bloom, Ritchie Cordell, Bo Gentry, Thomas Conaway James \| – \| \| 22. August 1968 – 28. August 1968 1 Woche \| 1 \| The Beach Boys \| Do It Again Mike E. Love, Brian Wilson \| – \| \| 29. August 1968 – 4. September 1968 1 Woche \| 1 \| Bee Gees \| I’ve Gotta Get a Message to You Barry Alan Gibb, Robin Hugh Gibb, Maurice Ernest Gibb \| – \| \| 5. September 1968 – 18. September 1968 2 Wochen \| 2 \| The Beatles \| Hey Jude John Winston Lennon, Paul James McCartney \| – \| \| 19. September 1968 – 30. Oktober 1968 6 Wochen \| 6 \| Mary Hopkin \| Those Were the Days Gene Raskin \| – \| \| 31. Oktober 1968 – 6. November 1968 1 Woche \| 1 \| Joe Cocker \| With a Little Help from My Friends John Winston Lennon, Paul James McCartney \| – \| \| 7. November 1968 – 4. Dezember 1968 4 Wochen \| 4 \| Hugo Montenegro & Orchestra \| The Good, the Bad and the Ugly Ennio Morricone \| – \| \| 5. Dezember 1968 – 25. Dezember 1968 3 Wochen (insgesamt 4) \| 4 \| The Scaffold \| Lily the Pink Mike McGear, John Gorman, Roger McGough \| – \| \| 26. Dezember 1968 – 1. Januar 1969 1 Woche (insgesamt 3) \| 3 \| The Marmalade \| Ob-La-Di, Ob-La-Da John Winston Lennon, Paul James McCartney \| – \| |                                                     |                                                     | |                           |
| ← 1967 |                                                     |                                                     | | → 1969 →                  |
| Zeitraum | Wo. ges.                                            | Interpret                                           | Titel Autor(en)                                                                                          | Zusätzliche Informationen |
| (Zeitraum, Wochen auf Platz eins, Interpret, Titel, Autor[en], zusätzliche Informationen) |                                                     |                                                     | |                           |
| 30. November 1967 – 17. Januar 1968 7 Wochen | 7                                                   | The Beatles                                         | Hello, Goodbye John Winston Lennon, Paul James McCartney                                                 | –                         |
| 18. Januar 1968 – 24. Januar 1968 1 Woche | 1                                                   | Georgie Fame                                        | The Ballad of Bonnie and Clyde Musik: Mitch Murray; Text: Peter Callander                                | –                         |
| 25. Januar 1968 – 7. Februar 1968 2 Wochen | 2                                                   | The Love Affair                                     | Everlasting Love James E. Buzz Cason, Mack Gayden                                                        | –                         |
| 8. Februar 1968 – 21. Februar 1968 2 Wochen | 2                                                   | Manfred Mann                                        | Mighty Quinn (Quinn the Eskimo) Bob Dylan                                                                | –                         |
| 22. Februar 1968 – 13. März 1968 3 Wochen | 3                                                   | Esther & Abi Ofarim                                 | Cinderella Rockefella Nancy Ames, Mason Douglas Williams                                                 | –                         |
| 14. März 1968 – 20. März 1968 1 Woche | 1                                                   | Dave Dee, Dozy, Beaky, Mick & Tich                  | The Legend of Xanadu Alan Tudor Blaikley, Kenneth Charles Howard                                         | –                         |
| 21. März 1968 – 3. April 1968 2 Wochen | 2                                                   | The Beatles                                         | Lady Madonna John Winston Lennon, Paul James McCartney                                                   | –                         |
| 4. April 1968 – 17. April 1968 2 Wochen | 2                                                   | Cliff Richard                                       | Congratulations Phil Coulter, Bill Martin                                                                | –                         |
| 18. April 1968 – 15. Mai 1968 4 Wochen | 4                                                   | Louis Armstrong                                     | What a Wonderful World / Cabaret George Douglas, George David Weiss / Musik: John Kander; Text: Fred Ebb | –                         |
| 16. Mai 1968 – 12. Juni 1968 4 Wochen | 4                                                   | Gary Puckett & the Union Gap                        | Young Girl Jerry Fuller                                                                                  | –                         |
| 13. Juni 1968 – 26. Juni 1968 2 Wochen | 2                                                   | The Rolling Stones                                  | Jumpin’ Jack Flash Mick Jagger, Keith Richards                                                           | –                         |
| 27. Juni 1968 – 17. Juli 1968 3 Wochen | 3                                                   | The Equals                                          | Baby Come Back Edmund Grant                                                                              | –                         |
| 18. Juli 1968 – 24. Juli 1968 1 Woche | 1                                                   | Des O’Connor                                        | I Pretend John Barry Mason, Leslie David Reed                                                            | –                         |
| 25. Juli 1968 – 7. August 1968 2 Wochen (insgesamt 3) | 3                                                   | Tommy James & the Shondells                         | Mony Mony Bobby Bloom, Ritchie Cordell, Bo Gentry, Thomas Conaway James                                  | –                         |
| 8. August 1968 – 14. August 1968 1 Woche | 1                                                   | The Crazy World of Arthur Brown                     | Fire Arthur Wilton Brown, Vincent Crane, Peter Ker, Michael Ivor Finesilver                              | –                         |
| 15. August 1968 – 21. August 1968 1 Woche (insgesamt 3) | 3                                                   | Tommy James & the Shondells                         | Mony, Mony Bobby Bloom, Ritchie Cordell, Bo Gentry, Thomas Conaway James                                 | –                         |
| 22. August 1968 – 28. August 1968 1 Woche | 1                                                   | The Beach Boys                                      | Do It Again Mike E. Love, Brian Wilson                                                                   | –                         |
| 29. August 1968 – 4. September 1968 1 Woche | 1                                                   | Bee Gees                                            | I’ve Gotta Get a Message to You Barry Alan Gibb, Robin Hugh Gibb, Maurice Ernest Gibb                    | –                         |
| 5. September 1968 – 18. September 1968 2 Wochen | 2                                                   | The Beatles                                         | Hey Jude John Winston Lennon, Paul James McCartney                                                       | –                         |
| 19. September 1968 – 30. Oktober 1968 6 Wochen | 6                                                   | Mary Hopkin                                         | Those Were the Days Gene Raskin                                                                          | –                         |
| 31. Oktober 1968 – 6. November 1968 1 Woche | 1                                                   | Joe Cocker                                          | With a Little Help from My Friends John Winston Lennon, Paul James McCartney                             | –                         |
| 7. November 1968 – 4. Dezember 1968 4 Wochen | 4                                                   | Hugo Montenegro & Orchestra                         | The Good, the Bad and the Ugly Ennio Morricone                                                           | –                         |
| 5. Dezember 1968 – 25. Dezember 1968 3 Wochen (insgesamt 4) | 4                                                   | The Scaffold                                        | Lily the Pink Mike McGear, John Gorman, Roger McGough                                                    | –                         |
| 26. Dezember 1968 – 1. Januar 1969 1 Woche (insgesamt 3) | 3                                                   | The Marmalade                                       | Ob-La-Di, Ob-La-Da John Winston Lennon, Paul James McCartney                                             | –                         |

## Alben
| ← 1967 ← | Liste der Nummer-eins-Hits in den britischen Charts | Liste der Nummer-eins-Hits in den britischen Charts | Liste der Nummer-eins-Hits in den britischen Charts | 1969 →                    |
| \| Zeitraum \| Wo. ges. \| Interpret \| Titel \| Zusätzliche Informationen \| \| (Zeitraum, Wochen auf Platz eins, Interpret, Titel, zusätzliche Informationen) \| \| \| \| \| \| ------------------------------------------------------------------------------ \| -------- \| ------------------------- \| ------------------------------------- \| ------------------------- \| \| 31. Dezember 1967 – 20. Januar 1968 3 Wochen \| 3 \| Val Doonican \| Val Doonican Rocks, but Gently \| – \| \| 21. Januar 1968 – 27. Januar 1968 1 Woche (insgesamt 70) \| 70 \| (Soundtrack) \| The Sound of Music \| – \| \| 28. Januar 1968 – 3. Februar 1968 1 Woche (insgesamt 27) \| 27 \| The Beatles \| Sgt. Pepper’s Lonely Hearts Club Band \| – \| \| 4. Februar 1968 – 10. Februar 1968 1 Woche \| 1 \| The Four Tops \| Greatest Hits \| – \| \| 11. Februar 1968 – 2. März 1968 3 Wochen \| 3 \| Diana Ross & the Supremes \| Greatest Hits \| – \| \| 3. März 1968 – 11. Mai 1968 10 Wochen (insgesamt 13) \| 13 \| Bob Dylan \| John Wesley Harding \| – \| \| 12. Mai 1968 – 18. Mai 1968 1 Woche \| 1 \| Scott Walker \| Scott 2 \| – \| \| 19. Mai 1968 – 8. Juni 1968 3 Wochen (insgesamt 13) \| 13 \| Bob Dylan \| John Wesley Harding \| – \| \| 9. Juni 1968 – 15. Juni 1968 1 Woche \| 1 \| Andy Williams \| Love Andy \| – \| \| 16. Juni 1968 – 22. Juni 1968 1 Woche \| 1 \| Otis Redding \| Dock of the Bay \| – \| \| 23. Juni 1968 – 3. August 1968 6 Wochen \| 6 \| Small Faces \| Ogdens’ Nut Gone Flake \| – \| \| 4. August 1968 – 10. August 1968 1 Woche (insgesamt 2) \| 2 \| Tom Jones \| Delilah \| – \| \| 11. August 1968 – 14. September 1968 5 Wochen (insgesamt 7) \| 7 \| Simon & Garfunkel \| Bookends \| – \| \| 15. September 1968 – 21. September 1968 1 Woche (insgesamt 2) \| 2 \| Tom Jones \| Delilah \| – \| \| 22. September 1968 – 5. Oktober 1968 2 Wochen (insgesamt 7) \| 7 \| Simon & Garfunkel \| Bookends \| – \| \| 6. Oktober 1968 – 16. November 1968 6 Wochen (insgesamt 7) \| 7 \| The Hollies \| The Hollies’ Greatest \| – \| \| 17. November 1968 – 23. November 1968 1 Woche (insgesamt 70) \| 70 \| (Soundtrack) \| The Sound of Music \| – \| \| 24. November 1968 – 30. November 1968 1 Woche \| 1 \| The Hollies \| The Hollies’ Greatest \| – \| \| 1. Dezember 1968 – 18. Januar 1969 7 Wochen (insgesamt 8) \| 8 \| The Beatles \| The Beatles (White Album) \| – \| |                                                     |                                                     |                                                     |                           |
| ← 1967 |                                                     |                                                     |                                                     | → 1969 →                  |
| Zeitraum | Wo. ges.                                            | Interpret                                           | Titel                                               | Zusätzliche Informationen |
| (Zeitraum, Wochen auf Platz eins, Interpret, Titel, zusätzliche Informationen) |                                                     |                                                     |                                                     |                           |
| 31. Dezember 1967 – 20. Januar 1968 3 Wochen | 3                                                   | Val Doonican                                        | Val Doonican Rocks, but Gently                      | –                         |
| 21. Januar 1968 – 27. Januar 1968 1 Woche (insgesamt 70) | 70                                                  | (Soundtrack)                                        | The Sound of Music                                  | –                         |
| 28. Januar 1968 – 3. Februar 1968 1 Woche (insgesamt 27) | 27                                                  | The Beatles                                         | Sgt. Pepper’s Lonely Hearts Club Band               | –                         |
| 4. Februar 1968 – 10. Februar 1968 1 Woche | 1                                                   | The Four Tops                                       | Greatest Hits                                       | –                         |
| 11. Februar 1968 – 2. März 1968 3 Wochen | 3                                                   | Diana Ross & the Supremes                           | Greatest Hits                                       | –                         |
| 3. März 1968 – 11. Mai 1968 10 Wochen (insgesamt 13) | 13                                                  | Bob Dylan                                           | John Wesley Harding                                 | –                         |
| 12. Mai 1968 – 18. Mai 1968 1 Woche | 1                                                   | Scott Walker                                        | Scott 2                                             | –                         |
| 19. Mai 1968 – 8. Juni 1968 3 Wochen (insgesamt 13) | 13                                                  | Bob Dylan                                           | John Wesley Harding                                 | –                         |
| 9. Juni 1968 – 15. Juni 1968 1 Woche | 1                                                   | Andy Williams                                       | Love Andy                                           | –                         |
| 16. Juni 1968 – 22. Juni 1968 1 Woche | 1                                                   | Otis Redding                                        | Dock of the Bay                                     | –                         |
| 23. Juni 1968 – 3. August 1968 6 Wochen | 6                                                   | Small Faces                                         | Ogdens’ Nut Gone Flake                              | –                         |
| 4. August 1968 – 10. August 1968 1 Woche (insgesamt 2) | 2                                                   | Tom Jones                                           | Delilah                                             | –                         |
| 11. August 1968 – 14. September 1968 5 Wochen (insgesamt 7) | 7                                                   | Simon & Garfunkel                                   | Bookends                                            | –                         |
| 15. September 1968 – 21. September 1968 1 Woche (insgesamt 2) | 2                                                   | Tom Jones                                           | Delilah                                             | –                         |
| 22. September 1968 – 5. Oktober 1968 2 Wochen (insgesamt 7) | 7                                                   | Simon & Garfunkel                                   | Bookends                                            | –                         |
| 6. Oktober 1968 – 16. November 1968 6 Wochen (insgesamt 7) | 7                                                   | The Hollies                                         | The Hollies’ Greatest                               | –                         |
| 17. November 1968 – 23. November 1968 1 Woche (insgesamt 70) | 70                                                  | (Soundtrack)                                        | The Sound of Music                                  | –                         |
| 24. November 1968 – 30. November 1968 1 Woche | 1                                                   | The Hollies                                         | The Hollies’ Greatest                               | –                         |
| 1. Dezember 1968 – 18. Januar 1969 7 Wochen (insgesamt 8) | 8                                                   | The Beatles                                         | The Beatles (White Album)                           | –                         |

Die Angaben basieren auf den offiziellen Verkaufshitparaden des Chart Information Networks für das Vereinigte Königreich. Die Datumsangaben beziehen sich auf das Gültigkeitsdatum der Charts, also jeweils die auf die Verkaufswoche folgende Woche.

## Jahreshitparaden
| ← 1967 ← | Liste der Nummer-eins-Hits in den britischen Charts | Liste der Nummer-eins-Hits in den britischen Charts | Liste der Nummer-eins-Hits in den britischen Charts | 1969 →   |
| \| Singles \| Position# \| Alben \| \| ------------------------------------------------------------------------------------------------------------------------ \| --------- \| ------------------------------------------------ \| \| What a Wonderful World / Cabaret Louis Armstrong George Douglas, George David Weiss / Musik: John Kander; Text: Fred Ebb \| 1 \| The Sound of Music (Soundtrack) \| \| I Pretend Des O’Connor John Barry Mason, Leslie David Reed \| 2 \| Tom Jones Live at the Talk of the Town Tom Jones \| \| Those Were the Days Mary Hopkin Gene Raskin \| 3 \| Greatest Hits Diana Ross & the Supremes \| \| Help Yourself Tom Jones Musik: Carlo Donida Labati; Originaltext: Giulio Rapetti Mogol; englischer Text: Jack Fishman \| 4 \| Greatest Hits The Four Tops \| \| Young Girl Gary Puckett & the Union Gap Jerry Fuller \| 5 \| Best of the Beach Boys The Beach Boys \| \| Delilah Tom Jones John Barry Mason, Leslie David Reed \| 6 \| 15 Smash Hits Tom Jones \| \| Little Arrows Leapy Lee Albert Louis Hammond, Mike Hazlewood \| 7 \| Jungle Book (Original Soundtrack) \| \| Baby Come Back The Equals Edmund Grant \| 8 \| Fleetwood Mac \| \| The Good, the Bad and the Ugly Hugo Montenegro & Orchestra Ennio Morricone \| 9 \| The History of Otis Redding Otis Redding \| \| Hey Jude The Beatles John Winston Lennon, Paul James McCartney \| 10 \| John Wesley Harding Bob Dylan \| |                                                     |                                                     |                                                     |          |
| ← 1967 |                                                     |                                                     |                                                     | → 1969 → |
| Singles | Position#                                           | Alben                                               |                                                     |          |
| What a Wonderful World / Cabaret Louis Armstrong George Douglas, George David Weiss / Musik: John Kander; Text: Fred Ebb | 1                                                   | The Sound of Music (Soundtrack)                     |                                                     |          |
| I Pretend Des O’Connor John Barry Mason, Leslie David Reed | 2                                                   | Tom Jones Live at the Talk of the Town Tom Jones    |                                                     |          |
| Those Were the Days Mary Hopkin Gene Raskin | 3                                                   | Greatest Hits Diana Ross & the Supremes             |                                                     |          |
| Help Yourself Tom Jones Musik: Carlo Donida Labati; Originaltext: Giulio Rapetti Mogol; englischer Text: Jack Fishman | 4                                                   | Greatest Hits The Four Tops                         |                                                     |          |
| Young Girl Gary Puckett & the Union Gap Jerry Fuller | 5                                                   | Best of the Beach Boys The Beach Boys               |                                                     |          |
| Delilah Tom Jones John Barry Mason, Leslie David Reed | 6                                                   | 15 Smash Hits Tom Jones                             |                                                     |          |
| Little Arrows Leapy Lee Albert Louis Hammond, Mike Hazlewood | 7                                                   | Jungle Book (Original Soundtrack)                   |                                                     |          |
| Baby Come Back The Equals Edmund Grant | 8                                                   | Fleetwood Mac                                       |                                                     |          |
| The Good, the Bad and the Ugly Hugo Montenegro & Orchestra Ennio Morricone | 9                                                   | The History of Otis Redding Otis Redding            |                                                     |          |
| Hey Jude The Beatles John Winston Lennon, Paul James McCartney | 10                                                  | John Wesley Harding Bob Dylan                       |                                                     |          |